# Rolo (Colombia)
Rolo es una denominación geoantropológica usada en Colombia para referirse a los bogotanos. Se cree que la gran mayoría de estos eran descendientes de personas de provincias.
Antiguamente, este término era utilizado despectivamente para referirse a aquellas personas oriundas de Bogotá.

## Historia
Debido a que desde tiempos coloniales, en Bogotá se ha dado una fuerte inmigración de habitantes de otras regiones del país en búsqueda de oportunidades, se empezaron a generar asentamientos de dichas personas, particularmente caucanos y antioqueños, seguidos por boyacenses y tolimenses. Durante la segunda mitad del siglo XVII, los hijos de foráneos nacidos en la sabana de Bogotá, empezaron a recibir el apelativo de rolos en forma de burla, especialmente por parte de sus familiares antioqueños, por la fluctuación de su voz al hablar y la pronunciación particular de fonemas tales como las eres.

## Actualidad
Aunque desde sus inicios el término rolo se ha usado de forma despectiva por parte de la población de otras regiones de Colombia, hoy en día es ampliamente usado ya que la ciudad sigue recibiendo altas oleadas de migración procedente de las diversas regiones del resto de Colombia, en especial antioqueños, boyacenses, cundinamarqueses y tolimenses, los cuales conforman sus hogares y tienen sus hijos en la ciudad. Por otra parte, se mantiene la alta tasa de inmigración  por razones económicas y efecto del conflicto armado interno en Colombia por parte de personas de la región paisa y las costas Caribe y Pacífica como ha sido la constante durante los siglos previos..[cita requerida]
En Bogotá, el proceso de urbanización acelerado no se debe exclusivamente a la industrialización, ya que existen complejas razones políticas y sociales como la pobreza y la violencia, las cuales han motivado la migración del campo a la ciudad a lo largo del siglo XX, determinando un crecimiento exponencial de la población en Bogotá y el establecimiento de cinturones de miseria en sus alrededores. Según la Consultoría para los Derechos Humanos, Codhes, en el periodo 1999-2005 llegaron a Bogotá más de 260 000 desplazados, aproximadamente el 3.8 % del total de la población de Bogotá. Las localidades donde se concentran la mayoría de la población desplazada son: Ciudad Bolívar, Kennedy, Bosa y Usme. Por esta razón, muchas veces los hijos de la población migrante nacidos Bogotá no cuentan con un sentido de pertenencia hacia la ciudad ni con una identidad cultural tan marcada como la de los cachacos. No obstante, debido a la creciente aculturación de los bogotanos y la cada vez menor cantidad de cachacos étnicos en Bogotá, la población rola tiende a ser preponderante en la ciudad.
También por la expansión del perímetro urbano de la ciudad, se ha visto que la mayoría de bogotanos descendientes de personas procedentes de otros lugares y que trabajan o han vivido en la capital, se están convirtiendo en mayoría en el vecino municipio de Soacha, gracias a las ofertas de vivienda.[cita requerida]

## Rolos y cachacos
El término rolo no debe ser utilizado como sinónimo de cachaco, el primero se utiliza como apelativo para llamar a los bogotanos en general. Cachaco, es un «americanismo» con múltiples significados según la región o país donde se utilice. En Colombia se utiliza de dos formas: En Bogotá, es normalmente usado para referirse a una generación de bogotanos nacidos o influidos por la cultura y la moda de la ciudad durante la primera mitad del siglo XX y que con el trascurso del tiempo se desvaneció de la escena capitalina. Se caracterizaban no solo por su elegancia y rigor al vestir, sino por su dialecto muy a pesar de haber sido una ciudad pequeña y sobre todo de muy difícil acceso durante siglos.
En la Región Caribe de Colombia, el término cachaco se ha utilizado comúnmente para referirse a todas aquellas personas del interior del país, especialmente provenientes de la Región Andina, independientemente de sus condiciones en cuanto a clima o altura, como la Región Antioqueña, los Santanderes, el altiplano Cundiboyancense y el Tolima, entre otras.